# Mireya Moscoso
Mireya Elisa Moscoso Rodríguez de Arias (Pedasi, 1º luglio 1946) è una politica panamense.

## Biografia
È stata presidente di Panama dal settembre 1999 al settembre 2004, come rappresentante del Partito Panameñista. È stata la prima donna a ricoprire il ruolo di presidente nel Paese.
Dal 1969 al 1988 è stata sposata con il presidente Arnulfo Arias. Dal 1990 al 1997 invece è stata sposata con Ricardo Gruber.